# Perisyntrocha flavalis
Perisyntrocha flavalis is een vlinder uit de familie van de grasmotten (Crambidae). De wetenschappelijke naam van de soort is voor het eerst geldig gepubliceerd in 1917 door de Britse entomoloog George Francis Hampson.